# Мет Смит
Метју Роберт Смит (енгл. Matthew Robert Smith; Нортхемптон, 28. октобар 1982) британски је глумац. Прославио се у серији Доктор Ху (енгл. Doctor Who) у којој је глумио Једанаестог Доктора, као и у серији Круна (енгл. The Crown) у којој је глумио принца Филипа током прве две сезоне. За улогу у серији Круна био је номинован за Награду Еми за ударне термине.

## Каријера
Смитова прва телевизијска улога била је улога Џима Тејлора у Би-Би-Си-јевој адаптацији књига Сели Локхарт The Ruby in the Smoke и The Shadow in the North. Прва већа телевизијска улога била је у Би-Би-Си-јевој драмској серији Party Animals, у којој је глумио Денија Фостера.

### Доктор Ху
Смит је постао Једанаести Доктор у британској научнофантастичној серији Доктор Ху јануара 2009. године, а замијенио је Дејвида Тенанта у улози Доктора који је најавио одлазак октобра 2008. године. У то вријеме, Смит је био релативно непознат глумац у поређењу са глумцима за које се предвиђало да ће добити ову улогу, међу којима су Џон Незбит, Кетрин Зита-Џоунс, Роберт Карлајл, Били Пајпер и Чуетел Еџиофор. Смит је именован једним од могућих насљедника доктора дан прије него што је најављен као Једанаести Доктор 3. јануара 2009. године. У почетку су му сапутници били Карен Гилан и Артур Дарвил, док је његова каснија сапутница била Џена Колман. У улози Доктора 2013. године наслиједио га је Питер Капалди. Смит је 2018. године изјавио како је умало одбио улогу Доктора.

### Круна
Јуна 2015. године, Смит је прошао аудицију за улогу принца Филипа, војводе од Единбурга у за Нетфликсову драмску серију Круна у којој је имао једну од водећих улога глумећи супруга краљице Елизабете II (коју је глумила Клер Фој). Смит је ову улогу имао само у прве двије сезоне јер се улоге обнављају на сваке двије сезоне.